# تيد بنوا
تيد بنوا (بالفرنسية: Ted Benoit)‏ هو فنان قصص مصورة فرنسي، ولد في 25 يوليو 1947 في نيور في فرنسا، وتوفي في 30 سبتمبر 2016 في باريس في فرنسا بسبب سكتة.

## وصلات خارجية
- تيد بنوا على موقع ديسكوغز (الإنجليزية)